# Paratissa coriacea
Paratissa coriacea är en tvåvingeart som först beskrevs av Lamb 1912.  Paratissa coriacea ingår i släktet Paratissa och familjen vattenflugor. Inga underarter finns listade i Catalogue of Life.